# جامعة أبوبكر بلقايد
جامعة أبو بكر بلقايد هي جامعة تقع في غرب الجزائر في ولاية تلمسان. تم إنشاؤها أول مرة في 1974 كمركز جامعي.
وتم تحويلها إلى جامعة بموجب مرسوم 1989 وتضم ثماني مدارس وعدة فروع جامعية إضافة إلى المعهد الأفريقي لعلوم المياه والطاقة.

## تاريخ
خلال الفترة (1974-1980)، تم توفير التعليم العالي لأول مرة داخل مركز جامعي يجمع فقط العلوم الأساسية المشتركة وعلم الأحياء. وقد امتد هذا التدريس إلى قطاعات جديدة على مر السنين. في يونيو 1984، تمت الترقيات الأولى في العلوم الاجتماعية والإنسانية باللغة الوطنية؛ وفي أغسطس 1984، تم إنشاء المعاهد الوطنية للتعليم العالي وقطاعات جديدة. أحدثت الجامعة بمقتضى الأمر عدد 138 لسنة 1989 المؤرخ في 1 أوت 1989 المعدل والمتمم بالمرسوم التنفيذي رقم 205 لسنة 1995 المؤرخ في 5 أوت 1995 ثم المعدل بالمرسوم التنفيذي رقم 391 لسنة 98 المؤرخ في 2 ديسمبر 19982